# Jean Courtecuisse
Jean Courtecuisse (* um 1350; † 4. März 1423 in Genf) war ein französischer Theologe. Er war Maître de Théologie, Kaplan und Berater des Königs Karl VI., Dekan der theologischen Fakultät der Sorbonne (1419) und Kanzler von Notre-Dame (1419).
Courtecuisse war für sein Redetalent bekannt und wurde oft als Sprecher der Universität eingesetzt. Seit 1395 trat er gegen das Avignonesische Papsttum ein und war einer der Anführer der diplomatischen Missionen, um das Problem des Abendländischen Schismas zu lösen. Er schrieb De la foi, de l'Église, du Pontife Romain et du Concil général. Im Jahr 1409 nahm er am Konzil von Pisa teil.
Bei den Generalständen von 1413 war er einer derjenigen, die die reformatorischen Schriften verfassten, die nach ihrem Scheitern mit den Cabochiens in Verbindung gebracht wurden. Wenig später fand er sich im Lager der Armagnacs wieder, weil er die Thesen Jeans Petits zum Tyrannenmord verurteilte.
Im Jahr 1420 wurde er zum Bischof von Paris gewählt, musste aber im Jahr darauf aufgrund der Feindschaft der Engländer und der Bourguignons zurücktreten. 1422 wurde er Bischof von Genf.
Für den Herzog Johann von Berry schrieb er Des quatre vertus, eine Übersetzung Senecas, und Formules de Vie honnête, eine Übersetzung Martin von Bragas.
| Vorgänger            | Amt                         | Nachfolger           |
| -------------------- | --------------------------- | -------------------- |
| Gérard de Montaigu   | Bischof von Paris 1420–1421 | Jean de Rochetaillée |
| Jean de Rochetaillée | Bischof von Genf 1422–1423  | Jean de Brogny       |

| Personendaten    | Personendaten          |
| ---------------- | ---------------------- |
| NAME             | Courtecuisse, Jean     |
| ALTERNATIVNAMEN  | Johannes de Brevi Coxa |
| KURZBESCHREIBUNG | französischer Theologe |
| GEBURTSDATUM     | um 1350                |
| STERBEDATUM      | 4. März 1423           |
| STERBEORT        | Genf                   |